# Solarer Radioflussindex

Monatliche Durchschnittswerte des solaren Radio-Flux mit Minimal- und Maximalwerten von 1994 bis 2010

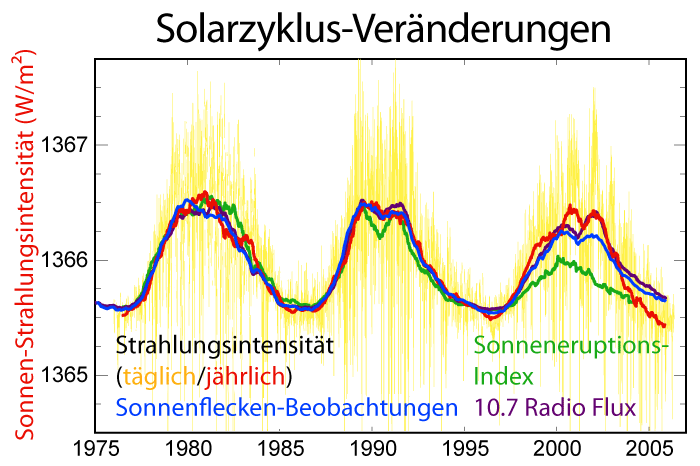
Entwicklung verschiedener Sonnenparameter seit 1975

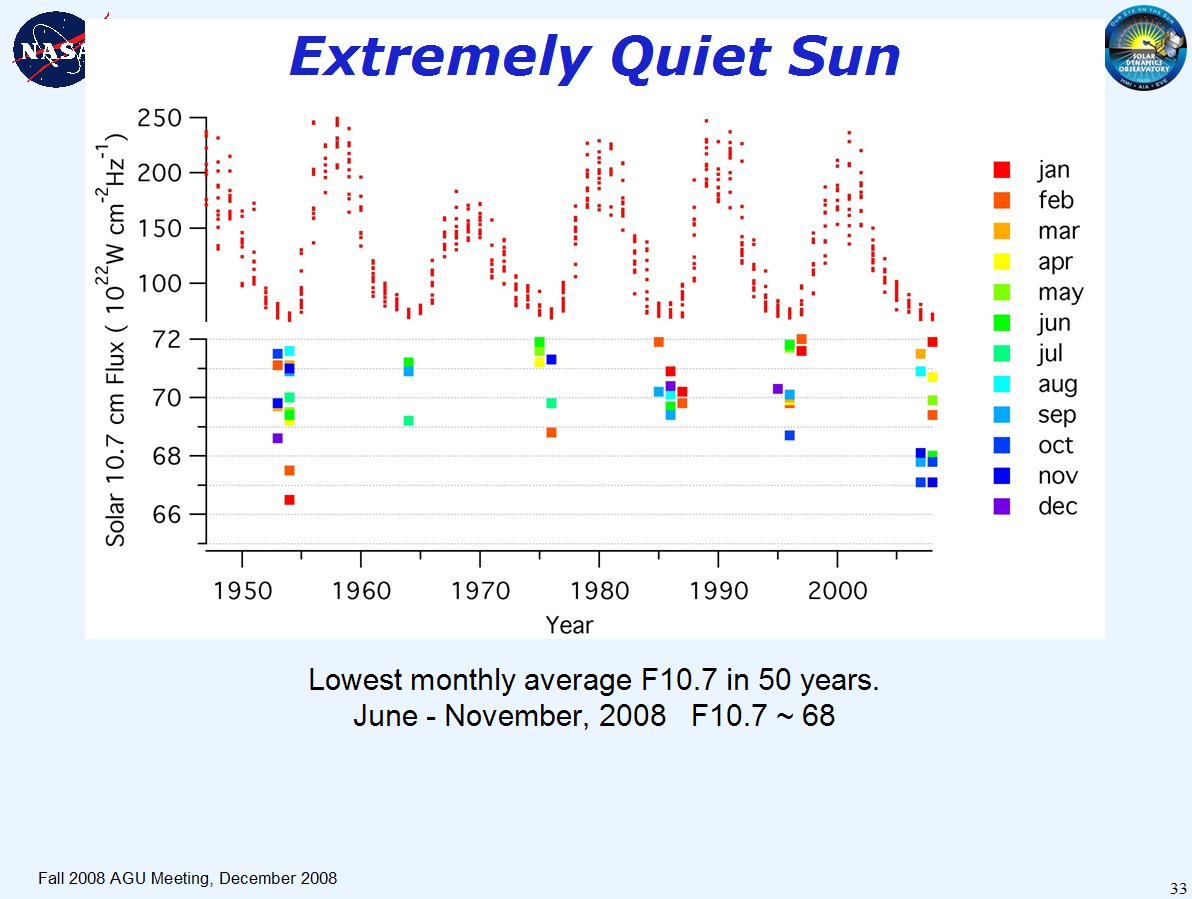
Minima der monatlichen Durchschnittswerte des solaren Radio-Flux seit 1950

Der solare Radioflussindex (englisch Solar Radio Flux, verkürzt Solar Flux, auch F10.7 index) ist die spektrale Flussdichte der solaren Radiostrahlung bei der Frequenz 2800 MHz, entsprechend einer Wellenlänge von 10,7 cm. Der solare Radioflussindex wird auch als 10,7-cm-Strahlung, Radioflussindex F10.7, Covington-Index (CI) oder solarer Flux bezeichnet.

## Bedeutung
Der Radioflussindex ist proportional zur Sonnenaktivität. Er korreliert mit der Zahl der Sonnenflecken, ist aber einfacher zu messen als die Sonnenfleckenrelativzahl, die sich aus einer subjektiven, manuellen Zählung ergibt. Entdeckt wurde der Zusammenhang von Arthur Covington, der seine Vermutung während einer Sonnenfinsternis 1946 bestätigen konnte.
Der Radioflussindex wird gemessen in Watt pro Quadratmeter und pro Hertz Bandbreite, manchmal in Jansky angegeben, meist aber in Solar Flux Units (sfu):
{\displaystyle \mathrm {1\,sfu=10^{4}\,Jy=10^{-22}\,{\frac {W}{m^{2}\cdot Hz}}} }
Der solare Flux wird täglich von Stationen am Erdboden gemessen.

## Korrelation zur Sonnenfleckenrelativzahl
Die Radiowellenstrahlung der Sonne bei 10,7 cm Wellenlänge korreliert sehr stark mit der Sonnenfleckenrelativzahl R:
{\displaystyle F=67{,}0+0{,}572R+(0{,}0575R)^{2}-(0{,}0209R)^{3}}
bzw.
{\displaystyle R=1{,}61(F-67)-[0{,}0733(F-67)]^{2}+[0{,}0240(F-67)]^{3}}
Die Werte beziehen sich auf die mittlere Entfernung Erde–Sonne, d. h. auf Frühling bzw. Herbst auf der Nordhalbkugel. Dadurch kann der Absolutwert von F (ergibt sich bei R=0) im Sommer, wenn die Erde auf ihrer elliptischen Bahn weiter von der Sonne entfernt ist, um fast 10 % kleiner als 67 sfu ausfallen.
Typischerweise liegt F bei niedriger Sonnenaktivität bei 70 sfu und erreicht im Sonnenfleckenmaximum teilweise über 200 Einheiten (vgl. Abbildungen).
In der Literatur findet man folgenden Zusammenhang zwischen R und F (in sfu):
{\displaystyle F=63{,}7+0{,}73R+0{,}0009R^{2}}

## Verwendung
Der solare Radioflussindex wird u. a. zur Vorhersage der Ausbreitungsbedingungen im Kurzwellenfunk verwendet, da die Ionisation der Ionosphäre, die für die Rückreflexion der Kurzwellen zur Erde nötig ist, direkt mit der Sonnenaktivität zusammenhängt. Die solare Strahlung dieser Frequenz ist jedoch nicht selbst in der Lage, die Ionosphäre zu ionisieren. Dies erfolgt durch die solare Ultraviolett- und insbesondere Röntgenstrahlung. Aus diesem Grund wird der von Satelliten ermittelte Messwert des Röntgen-Flux als Grundlage für die Ionisation herangezogen.
Ein weiterer Grund für die Verwendung des solaren Flux zu Vorhersagezwecken ist seine Eigenschaft, durch Brechung um den Sonnenrand herumzuwandern. Er dient zur Vorhersage aktiver Längengrade – aktiver Sonnenregionen, die sich noch auf der Rückseite der Sonne befinden, bald aber am Ostrand erscheinen.